# Harald Christian Strand Nilsen
Harald Christian Strand Nilsen (Gjøvik, 7 maggio 1971) è un ex sciatore alpino norvegese.

## Biografia

### Stagioni 1989-1994
Sciatore specialista dello slalom gigante e della combinata in attività durante gli anni 1990 e i primi anni del decennio successivo, Strand Nilsen debuttò in campo internazionale ai Mondiali juniores di Aleyska 1989 e ottenne il primo risultato di rilievo in Coppa del Mondo il 26 febbraio 1991 sulle nevi di casa di Oppdal, giungendo 13º in slalom speciale.
Il 30 gennaio 1994 ottenne il suo primo podio nel massimo circuito internazionale a Chamonix, dove concluse 3º in combinata alle spalle dei compagni di squadra Kjetil André Aamodt e Lasse Kjus. Nello stesso anno conquistò la medaglia di bronzo, sempre nella combinata, ai XVII Giochi olimpici invernali di Lillehammer 1994, sua prima presenza olimpica.

### Stagioni 1995-2003
In Coppa del Mondo nella stagione 1994-1995, dopo aver conquistato due secondi posti che sarebbero restati i migliori risultati di carriera, il 20 febbraio a Furano in slalom gigante si classificò per l'ultima volta tra i primi tre, dietro all'austriaco Mario Reiter e allo sloveno Jure Košir. Esordì ai Campionati mondiali in occasione della rassegna iridata della Sierra Nevada 1996, dove fu 37º nel supergigante, 10º nello slalom gigante e 9º nella combinata. L'anno dopo ai Mondiali di Sestriere si classificò 7º nella combinata e non concluse lo slalom gigante, mentre ai XVIII Giochi olimpici invernali di Nagano 1998, sua ultima presenza olimpica, non completò lo slalom gigante.
Ai Mondiali di Vail/Beaver Creek 1999 fu 16º nello slalom gigante mentre due anni dopo, nella rassegna iridata di Sankt Anton am Arlberg 2001 - l'ultima nella carriera di Strand Nilsen - non completò lo slalom speciale. Si ritirò dalla Coppa del Mondo l'8 marzo 2003 al termine dello slalom speciale di Shigakōgen, nel quale non si qualificò per la seconda manche, e si congedò dal Circo bianco il 25 marzo successivo a Oppdal, in occasione dei Campionati norvegesi 2003.

## Palmarès

### Olimpiadi
- 1 medaglia:
  - 1 bronzo (combinata a Lillehammer 1994)

### Coppa del Mondo
- Miglior piazzamento in classifica generale: 13º nel 1995
- 6 podi (3 in slalom gigante, 3 in combinata):
  - 2 secondi posti
  - 4 terzi posti

### Coppa Europa
- 2 podi (dati dalla stagione 1994-1995):
  - 1 secondo posto
  - 1 terzo posto

### Campionati norvegesi
- 10 medaglie (dati dalla stagione 1990-1991)[1]:
  - 3 ori (combinata nel 1992; combinata nel 1994; supergigante nel 1995)[2]
  - 2 argenti (combinata[senza fonte] nel 1991; slalom gigante[senza fonte] nel 1994)
  - 5 bronzi (slalom speciale[senza fonte] nel 1991; slalom speciale[senza fonte] nel 1992; slalom speciale[senza fonte] nel 1993; slalom speciale[senza fonte] nel 1994; slalom speciale nel 2002)